# 常州市第七人民医院
苏州大学附属常州老年病医院（常州市第七人民医院，常州市老年病医院）位于江苏省常州市延陵东路288号，该院始建于1946年，开放床位540张，是苏州市临床重点专科、国家三级眼科医院。